# Ivaja, Kaçanik
Ivaja (albanska: Ivaja, serbiska: Ivaja) är en by i Kosovo. Den ligger i kommunen Kaçanik. Enligt den senaste folkräkningen år 2011 fanns det 596 invånare.

## Demografi
| Demografi    | 2011 |
| ------------ | ---- |
| albaner      | 594  |
| bosnier      | 1    |
| odeklarerade | 1    |